# Normă (matematică)
În algebra liniară, analiza funcțională și domeniile conexe ale matematicii, o normă este o funcție care atribuie o lungime sau o mărime strict pozitivă fiecărui vector dintr-un spațiu vectorial cu excepția vectorului zero, care are o lungime zero. O seminormă, pe de altă parte, poate de a aloca lungime zero anumitor vectori nenuli (pe lângă vectorul zero). 
O normă trebuie să satisfacă și anumite proprietăți legate de scalabilitate și aditivitate care sunt date în definiția formală de mai jos. 
Un exemplu simplu este spațiul euclidian {\displaystyle \mathbb {R} ^{2}}echipat cu „norma euclidiană” (vezi mai jos).  Elementele din acest spațiu vectorial (de exemplu, (3, 7)) sunt de obicei reprezentate prin săgeți cu baza în origine (0, 0)într-un sistem de coordonate carteziene bidimensionale. Norma euclidiană atribuie fiecărui vector lungimea săgeții sale. 
Un spațiu vectorial pe care se definește o normă se numește spațiu vectorial normat. În mod similar, un spațiu vectorial cu o seminormă se numește spațiu vectorial seminormat. Este adesea posibilă furnizarea unei norme pentru un anumit spațiu vectorial în mai multe moduri. 

## Definiție
Dat fiind un spațiu vectorial V peste un subcorp F al numerelor complexe, o normă pe V este o funcție cu valori scalare nenegative p: V → [0,+∞) cu următoarele proprietăți:
Oricare ar fi a ∈ F și oricare ar fi u, v ∈ V, 
1. p ( u + v ) ≤ p ( u ) + p ( v ) (subaditivitate⁠(d) sau inegalitatea triunghiului).
2. p(av) = | a |p(v) (omogenitate absolută⁠(d) sau scalabilitate absolută).
3. Dacă p(v) = 0 atunci v = 0 este vectorul zero (este pozitiv definită).

O seminormă pe V este o funcție p : V → R cu proprietățile 1 și 2 de mai sus. 
Orice spațiu vectorial V cu seminorma p induce un spațiu normat V / W, numit spațiul cât⁠(d), unde W este subspațiul V format din toți vectorii v din V cu p(v) = 0.  Norma indusă de V / W este definită de: 
p ( W + v ) = p ( v ).
Două norme (sau seminorme) p și q pe un spațiu vectorial V sunt echivalente dacă există două constante reale c și C, cu c > 0, astfel încât 
pentru orice vector v din V, avem: c q(v) ≤ p(v) ≤ C q(v) .
Un spațiu vectorial topologic⁠(d) se numește normabil (seminormabil) dacă topologia spațiului poate fi indusă de o normă (seminormă). 

## Notație
Dacă se dă o normă p : V → R pe un spațiu vectorial V atunci norma unui vector v ∈ V este de obicei indicată prin încadrarea lui între linii verticale duble: ‖v‖ = p(v). O asemenea notație este  folosită uneori și dacă p este doar seminormă. 
Pentru lungimea unui vector în spațiul euclidian (care este un exemplu de normă, după cum se explică mai jos ), este larg răspândită și notația | v |  cu linii verticale unice. 
În Unicode, punctul de cod al caracterelor „double vertical line” ‖ este U+2016. Linia verticală dublă nu trebuie confundată cu simbolul „paralel cu”, Unicode U+2225 (∥).  Aceasta nu este de obicei o problemă, deoarece primul este folosită în mod asemănător cu parantezele, în timp ce aceasta din urmă este utilizată ca operator infixat.  Linia verticală dublă folosită aici nu ar trebui să fie confundată cu simbolul folosit pentru a indica clicurile laterale în lingvistică, Unicode U+01C1 (ǁ). Linia verticală unică se numește „vertical line” în Unicode, iar punctul său de cod este U+007C. 
În limbajul LaTeX și în limbile de marcare asociate, macrocomenzile „\|” și „\parallel” sunt adesea folosite pentru a nota o normă. 

## Exemple
- Toate normele sunt seminorme.
- Seminorma trivială are p(x) = 0 pentru orice x din V.
- Orice formă liniară⁠(d) f pe un spațiu vectorial definește o seminormă prin x → | f(x) |.

### Norma valoare absolută
Valoarea absolută
{\displaystyle \|x\|=|x|}
este o normă pe spațiile vectoriale unidimensionale formate de numerele reale sau complexe. 
Norma valoare absolută este un caz special al normei L1 . 

### Norma euclidiană
Pe un spațiu euclidian n-dimensional {\displaystyle \mathbb {R} ^{n}}, noțiunea intuitivă de lungime a vectorului x = (x1, x2, ..., xn) este surprinsă de formula 
{\displaystyle \left\|{\boldsymbol {x}}\right\|_{2}:={\sqrt {x_{1}^{2}+\cdots +x_{n}^{2}}}.}
Aceasta este norma euclidiană, care dă distanța obișnuită de la origine la punctul X, o consecință a teoremei lui Pitagora. Această operațiune poate fi numită și prin descrierea formulei, ca „radical din suma pătratelor”.
Norma euclidiană este de departe cea mai frecvent folosită normă pe {\displaystyle \mathbb {R} ^{n}}, dar există și alte norme pe acest spațiu vectorial, așa cum se va arăta mai jos. Cu toate acestea, toate aceste norme sunt echivalente, în sensul că toate acestea definesc aceeași topologie. 
Pe un spațiu complex⁠(d) n-dimensional {\displaystyle \mathbb {C} ^{n}} cea mai comună normă este 
{\displaystyle \left\|{\boldsymbol {z}}\right\|:={\sqrt {\left|z_{1}\right|^{2}+\cdots +\left|z_{n}\right|^{2}}}={\sqrt {z_{1}{\bar {z}}_{1}+\cdots +z_{n}{\bar {z}}_{n}}}.}
În ambele cazuri, norma poate fi exprimată ca rădăcină pătrată a produsului scalar al vectorului cu el însuși: 
{\displaystyle \left\|{\boldsymbol {x}}\right\|:={\sqrt {{\boldsymbol {x}}^{*}~{\boldsymbol {x}}}},}
unde x este reprezentat ca vector coloană ([ x 1 ; x 2 ; ...; x n ]) și x* denotă conjugatul său transpus. 
Această formulă este valabilă pentru orice spațiu prehilbertian, inclusiv spațiile euclideene și cele complexe. Pentru spațiile euclidane, produsul scalar este produsul scalar al vectorilor reali.  Prin urmare, în acest caz specific formula poate fi scrisă și cu următoarea notație: 
{\displaystyle \left\|{\boldsymbol {x}}\right\|:={\sqrt {{\boldsymbol {x}}\cdot {\boldsymbol {x}}}}.}
Norma euclidiană este numită și lungime euclidiană, distanță L2, distanță ℓ2, normă L2 sau normă ℓ2; vedeți spațiul Lp. 
Mulțimea vectorilor din {\displaystyle \mathbb {R} ^{n+1}}a căror normă euclidiană este o constantă pozitivă formează o n- sferă. 

#### Norma euclidiană a unui număr complex
Norma euclidiană a unui număr complex este valoarea absolută (numită și modul), dacă planul complex este identificat cu planul euclidian {\displaystyle \mathbb {R} ^{2}}.  Această identificare a numărului complex x + i y ca vector în planul euclidian, face cantitatea {\displaystyle {\sqrt {x^{2}+y^{2}}}} (așa cum a sugerat inițial Euler) normă euclidiană asociată cu numărul complex.

### Norma taximetristului sau norma Manhattan
{\displaystyle \left\|{\boldsymbol {x}}\right\|_{1}:=\sum _{i=1}^{n}\left|x_{i}\right|.}
Numele se referă la distanța pe care un taxi trebuie să o parcurgă într-o rețea stradală dreptunghiulară pentru a ajunge de la origine la punctul x. 
Mulțimea de vectori a căror 1-normă este o constantă dată formează suprafața unui ortoplex de dimensiune echivalentă cu cea a normei minus 1.  Norma taximetristului este numită și normă {\displaystyle \ell } {\displaystyle \ell _{1}}. Distanța care derivă din această normă se numește distanță Manhattan sau distanță {\displaystyle \ell _{1}}. 
1-norma este pur și simplu suma valorilor absolute ale coloanelor. 
În contrast, 
{\displaystyle \sum _{i=1}^{n}x_{i}}
nu este o normă deoarece poate produce rezultate negative.

### p-norma
Fie p ≥ 1 un număr real.  p-norma (numită și {\displaystyle \ell _{p}}-norma) vectorului {\displaystyle \mathbf {x} =(x_{1},...,x_{n})} este 
{\displaystyle \left\|\mathbf {x} \right\|_{p}:={\bigg (}\sum _{i=1}^{n}\left|x_{i}\right|^{p}{\bigg )}^{1/p}.}
Pentru p = 1 se obține norma taximetristului, pentru p = 2 se obține norma euclidiană, iar când p tinde la {\displaystyle \infty }, p-norma se apropie de norma infinită⁠(d) sau norma maximă: 
{\displaystyle \left\|\mathbf {x} \right\|_{\infty }:=\max _{i}\left|x_{i}\right|}
p-norma este legată de media generalizată⁠(d). 
Această definiție este de oarecare interes și pentru 0 < p < 1, dar funcția rezultată nu definește o normă, deoarece încalcă inegalitatea triunghiului. Ceea ce este valabil pentru acest caz cu 0 < p < 1, chiar și în analogul măsurabil, este că clasa Lp corespunzătoare este un spațiu vectorial și este adevărat și că funcția 
{\displaystyle \int _{X}\left|f(x)-g(x)\right|^{p}~\mathrm {d} \mu }
(fără radicalul de ordin p) definește o distanță care face din Lp(X) un spațiu vectorial topologic⁠(d) metric complet. Aceste spații au un mare interes în analiza funcțională, teoria probabilităților și analiza armonică. Cu toate acestea, în afara cazurilor triviale, acest spațiu vectorial topologic nu este local convex și nu are forme liniare continue nenule. Astfel spațiul dual topologic conține doar funcționala zero. 
Derivata parțială a p-normei este dată de 
{\displaystyle {\frac {\partial }{\partial x_{k}}}\left\|\mathbf {x} \right\|_{p}={\frac {x_{k}\left|x_{k}\right|^{p-2}}{\left\|\mathbf {x} \right\|_{p}^{p-1}}}.}
De aceea, derivata în raport cu x este 
{\displaystyle {\frac {\partial \|\mathbf {x} \|_{p}}{\partial \mathbf {x} }}={\frac {\mathbf {x} \circ |\mathbf {x} |^{p-2}}{\|\mathbf {x} \|_{p}^{p-1}}}.}
Unde cu {\displaystyle \circ } se notează produsul Hadamard, iar notația {\displaystyle |\cdot |} este utilizată pentru valoarea absolută a fiecărei componente a vectorului. 
Pentru cazul special p = 2, aceasta devine 
{\displaystyle {\frac {\partial }{\partial x_{k}}}\left\|\mathbf {x} \right\|_{2}={\frac {x_{k}}{\left\|\mathbf {x} \right\|_{2}}},}
sau 
{\displaystyle {\frac {\partial }{\partial \mathbf {x} }}\left\|\mathbf {x} \right\|_{2}={\frac {\mathbf {x} }{\left\|\mathbf {x} \right\|_{2}}}.}

### Norma maximă (caz special de: normă infinită, normă uniformă sau normă supremum)

Dacă x este un vector astfel încât x = (x1,x2,...,xn), atunci: 
{\displaystyle \left\|\mathbf {x} \right\|_{\infty }:=\max \left(\left|x_{1}\right|,\ldots ,\left|x_{n}\right|\right).}
Mulțimea vectorilor a căror normă infinită este o constantă dată, c, formează suprafața unui hypercub cu lungimea muchiei 2c.

### Normă zero
În probabilități și analiză funcțională, norma zero induce o topologie metrică completă pentru spațiul funcțiilor măsurabile și pentru F-spațiul șirurilor cu F-norma {\displaystyle (x_{n})\mapsto \sum _{n}{2^{-n}x_{n}/(1+x_{n})}}.   Aici, prin F-normă se înțeleg niște funcții cu valoare reală {\displaystyle \|\cdot \|}pe un spațiu F cu distanța d, astfel încât {\displaystyle \|x\|=d(x,0)} F-norma descrisă mai sus nu este o normă în sensul obișnuit, deoarece nu are proprietatea de omogenitate necesară. 

#### Distanța Hamming a unui vector de la zero
În geometria metrică, valoarea metrica discretă⁠(d) ia valoarea unică pentru puncte distincte și zero în caz contrar. Atunci când se aplică în coordonate cu elementele unui spațiu vectorial, distanța discretă definește distanța Hamming, care este importantă în codificare⁠(d) și teoria informației. În corpul numerelor reale sau complexe, distanța metrică discretă de la zero nu este omogenă în punctele nenule; într-adevăr, distanța față de zero rămâne unu, când argumentul nenul se apropie de zero. Cu toate acestea, distanța discretă a unui număr față de zero satisface celelalte proprietăți ale unei norme, și anume inegalitatea triunghiului și pozitiv-definitudinea. Atunci când se aplică vectorilor pe componente, distanța discretă față de zero se comportă ca o „normă” neomogenă, care numără numărul de componente nenule din argumentul vectorial; din nou, această „normă” neomogenă este discontinuă. 
În prelucrarea semnalelor și în statistică, David Donoho⁠(d) sa referea la „norma” zero cu ghilimele.  Urmând notația lui Donoho, „norma” zero a lui x este pur și simplu numărul de coordonate nenule ale lui x sau distanța Hamming a vectorului față de zero. Atunci, când această „normă“ este localizată la o mulțime mărginită, ea este limita p-normelor când p tinde la 0. Desigur, „norma” zero nu este cu adevărat o normă, deoarece nu este pozitiv-omogenă⁠(d). Într-adevăr, nu este chiar o F-normă în sensul descris mai sus, deoarece este discontinuă, împreună și separat, în raport cu argumentul scalar al înmulțirii scalar-vector și în raport cu argumentul său vectorial. Abuzând de terminologie⁠(d) , unii ingineri omit ghilimelele lui Donoho și numesc în mod necorespunzător funcția număr de nenule „norma L0” , echivalând notația pentru spațiul Lebesgue al funcțiilor măsurabile⁠(d). 

### Alte norme
Alte norme pe {\displaystyle \mathbb {R} ^{n}}pot fi construite prin combinarea celor de mai sus; de exemplu 
{\displaystyle \left\|x\right\|:=2\left|x_{1}\right|+{\sqrt {3\left|x_{2}\right|^{2}+\max(\left|x_{3}\right|,2\left|x_{4}\right|)^{2}}}}
este o normă pe {\displaystyle \mathbb {R} ^{4}}. 
Pentru orice normă și orice transformare liniară injectivă A se poate defini o nouă normă de x, egală cu 
{\displaystyle \left\|Ax\right\|.}
În 2D, cu o rotație la 45° A și o scalare adecvată, aceasta modifică norma taximetristului în norma maximă. În 2D, orice A aplicată normei taximetristului, până la inversarea și schimbarea axelor, dă o bilă unitate diferită: un paralelogram cu o anumită formă, dimensiune și orientare. În 3D, aceasta este similară, dar diferită pentru 1-normă (octaedru) și pentru norma maximă (prismele cu baza paralelogram). 
Există exemple de norme care nu sunt definite prin formule „pe elemente”. De exemplu, funcționala Minkowski⁠(d) a unui corp convex central-simetric în {\displaystyle \mathbb {R} ^{n}}(cu centrul în zero) definește o normă pe {\displaystyle \mathbb {R} ^{n}}. 
Toate formulele de mai sus produc norme pe {\displaystyle \mathbb {C} ^{n}}fără modificări. 
Există, de asemenea, norme privind spațiile de matrice (cu elemente reale sau complexe), așa-numitele norme matriceale⁠(d).

### Cazul infinit-dimensional
Generalizarea normelor de mai sus la un număr infinit de componente conduce la ℓ pși L p , cu normele 
{\displaystyle \left\|x\right\|_{p}={\bigg (}\sum _{i\in \mathbb {N} }\left|x_{i}\right|^{p}{\bigg )}^{1/p}{\text{ and  }}\ \left\|f\right\|_{p,X}={\bigg (}\int _{X}\left|f(x)\right|^{p}~\mathrm {d} x{\bigg )}^{1/p}}
pentru șirui și funcții cu valori complexe pe {\displaystyle X\in \mathbb {R} }respectiv, care pot fi generalizate în continuare (vezi măsura Haar⁠(d)). 
Orice produs scalar induce într-un mod natural norma {\displaystyle \left\|x\right\|:={\sqrt {\langle x,x\rangle }}.}
Alte exemple de spații vectoriale infinit-dimensionale pot fi găsite în articolul spațiu Banach. 

## Proprietăți

Ilustrații ale cercurilor unitate în diferite norme.

Conceptul de cerc unitate (mulțimea tuturor vectorilor de normă 1) este diferit în diferite norme: pentru 1-normă, cercul unic în {\displaystyle \mathbb {R} ^{2}}este un pătrat, pentru 2-norma (norma euclidiană) este cercul unitate cunoscut, în timp ce pentru norma infinită este un alt pătrat. Pentru orice p-normă, este o superelipsă⁠(d) (cu axe congruente).  Vezi ilustrația însoțitoare. Din cauza definiției normei, cercul unitate trebuie să fie convex⁠(d) și simetric față de centru (de exemplu, bila unitate poate fi un dreptunghi dar nu poate fi triunghi și {\displaystyle p\geq 1} pentru o p-normă). 
În termeni de spațiu vectorial, seminorma definește o topologie asupra spațiului și aceasta este o topologie Hausdorff tocmai atunci când seminorma poate distinge între vectori diferiți, ceea ce înseamnă că seminorma este de fapt o normă. Topologia astfel definită (fie printr-o normă, fie printr-o seminormă) poate fi înțeleasă fie în termeni de șiruri, fie de mulțimi deschise. Un șir de vectori {\displaystyle \{v_{n}\}}se spune că converge⁠(d) în normă la v dacă {\displaystyle \|v_{n}-v\|}când {\displaystyle n\rightarrow \infty }. În mod echivalent, topologia constă din toate mulțimile care pot fi reprezentate ca o reuniune de bile deschise. 
Două norme ‖ • ‖ α și ‖ • ‖ β pe un spațiu vectorial V se numesc echivalente dacă există numere reale pozitive C și D astfel încât pentru orice x din V
{\displaystyle C\left\|x\right\|_{\alpha }\leq \left\|x\right\|_{\beta }\leq D\left\|x\right\|_{\alpha }.}
De exemplu, pe {\displaystyle \mathbb {C} ^{n}}, dacă p > r > 0, atunci 
{\displaystyle \left\|x\right\|_{p}\leq \left\|x\right\|_{r}\leq n^{(1/r-1/p)}\left\|x\right\|_{p}.}
În particular, 
{\displaystyle \left\|x\right\|_{2}\leq \left\|x\right\|_{1}\leq {\sqrt {n}}\left\|x\right\|_{2}}
{\displaystyle \left\|x\right\|_{\infty }\leq \left\|x\right\|_{2}\leq {\sqrt {n}}\left\|x\right\|_{\infty }}
{\displaystyle \left\|x\right\|_{\infty }\leq \left\|x\right\|_{1}\leq n\left\|x\right\|_{\infty },}
adică
{\displaystyle \left\|x\right\|_{\infty }\leq \left\|x\right\|_{2}\leq \left\|x\right\|_{1}\leq {\sqrt {n}}\left\|x\right\|_{2}\leq n\left\|x\right\|_{\infty }}
Dacă spațiul vectorial este unul real sau complex finit-dimensional, toate normele sunt echivalente. Pe de altă parte, în cazul spațiilor vectoriale dimensionale infinite, nu toate normele sunt echivalente. 
Normele echivalente definesc aceleași noțiuni de continuitate și convergență și în multe scopuri nu este nevoie să se distingă între ele. Mai exact, structura uniformă definită de normele echivalente asupra spațiului vectorial este uniform izomorfă⁠(d). 
Orice (semi)normă este o funcție subliniară⁠(d), ceea ce înseamnă că orice normă este o funcție convexă. Ca rezultat, găsirea unui optim global al unei funcții obiective⁠(d) bazate pe norme este adesea o problemă tractabilă. 
Dată fiind o familie finită de seminorme pi pe un spațiu vectorial, suma 
este, din nou, seminormă. 
Pentru orice normă p pe un spațiu vectorial V, avem pentru orice u și v ∈ V: 
p ( u ± v ) ≥ p ( u ) - p ( v ).
Demonstrație: Se aplică inegalitatea triunghiului la ambele  {\displaystyle p(u-0)}și {\displaystyle p(v-0)}: 
{\displaystyle p(u-0)\leq p(u-v)+p(v-0)\Rightarrow p(u-v)\geq p(u)-p(v)}
{\displaystyle p(u-0)\leq p(u+v)+p(0-v)\Rightarrow p(u+v)\geq p(u)-p(v)}
{\displaystyle p(v-0)\leq p(u-v)+p(u-0)\Rightarrow p(u-v)\geq p(v)-p(u)}
{\displaystyle p(v-0)\leq p(u+v)+p(0-u)\Rightarrow p(u+v)\geq p(v)-p(u)}
Astfel, p (u ± v ) ≥ |p(u) - p (v)|. 
Dacă X și Y sunt spații normate și {\displaystyle u\colon X\rightarrow Y} este o aplicație liniară continuă, atunci norma lui u și norma lui u transpus sunt egale.
Pentru normele Lp, avem inegalitatea lui Hölder 
{\displaystyle \left|\langle x,y\rangle \right|\leq \left\|x\right\|_{p}\left\|y\right\|_{q}\qquad {\frac {1}{p}}+{\frac {1}{q}}=1.}
Un caz special este inegalitatea Cauchy-Schwarz:
{\displaystyle \left|\langle x,y\rangle \right|\leq \left\|x\right\|_{2}\left\|y\right\|_{2}.}

## Clasificarea seminormelor: mulțimi absolut convexe absorbante
Toate seminormele pe un spațiu vectorial V pot fi clasificate în termeni de submulțimi absolut convexe⁠(d) absorbante⁠(d) A din V. Oricărei astfel de submulțimi îi corespunde o seminormă pA numită gauge⁠(d) al lui A, definit ca 
pA(x) := inf⁠(d) { α  : α > 0, x ∈ αA }
cu proprietatea că 
{ x  : p A ( x ) <1} ⊆ A ⊆ { x : p A ( x ) ≤ 1}.
Invers: 
Orice spațiu vectorial topologic local convex⁠(d) are o bază locală⁠(d) formată din mulțimi absolut convexe. O metodă comună de a construi o astfel de bază este folosirea unei familii ( p ) de seminorme p care separă punctele⁠(d): colecția tuturor intersecțiilor finite ale mulțimilor { p <1 / n } transformă spațiul într-un spațiu vectorial topologic convex⁠(d) astfel încât orice p este continuă. 
O astfel de metodă este folosită pentru a proiecta topologii slabe și slabe*⁠(d).   
Presupunând acum că (p) conține un singur p: deoarece (p) este separatoare⁠(d), p este o normă, iar A = {p < 1} este bila unitate deschisă. Atunci A este o vecinătate mărginită absolut convexă a lui 0, iar p = pA este continuă.
Reciproca i se datorează lui Andrei Kolmogorov: orice spațiu vectorial topologic convex local și limitat local este normabil. Așa că:
Dacă V este o vecinătate mărginită absolut convexă a lui 0, gauge-ul gV (astfel încât V = {gV < 1}) este o normă.

## Generalizări
Există mai multe generalizări ale normelor și semi-normelor. Dacă p este o omogenitate absolută, dar în locul subaditivității cerem ca 
| 2 '. | există un {\displaystyle b\geq 1} astfel încât {\displaystyle p(u+v)\leq b(p(u)+p(v))}pentru orice {\displaystyle u,v\in V} |

Pe de altă parte, dacă p satisface inegalitatea triunghiului, dar în locul omogenității absolute cerem ca 
| 1 '. | există un k astfel încât {\displaystyle 0<k\leq 1} și pentru orice {\displaystyle v\in V}și orice scalar {\displaystyle \lambda }: {\displaystyle p(\lambda v)=\|\lambda \|^{k}p(v)} |

atunci p se numește k-seminormă. 
Avem următoarea relație între cvasi-seminorme și k-seminorme: 
Presupunând că q este o cvasi-seminormă pe un spațiu vectorial X cu multiplicator b. Dacă {\displaystyle 0<k<\log _{2}^{2}{b}}atunci există k-seminorma p pe X echivalentă cu q.
Conceptul de normă în algebrele de compoziție⁠(d) nu împărtășește proprietățile obișnuite ale unei norme. O algebră de compoziție (A,*,N) constă dintr-o algebră peste un corp A , o involuție * și o formă patratică N, care este numită „normă”. În mai multe cazuri, N este o formă izotropă pătratică,⁠(d) astfel încât A are cel puțin un vector nul, contrar separării punctelor necesare pentru norma obișnuită discutată în acest articol.